# Tamara van Ark
Tamara van Ark (Den Haag, 11 de agosto de 1974) es una política neerlandesa que ocupó un escaño en el Segunda Cámara de los Estados Generales para el período legislativo 2012-2017 por el Partido Popular por la Libertad y la Democracia (Volkspartij voor Vrijheid en Democratie). Desde el 17 de junio de 2010 fue miembro de la Cámara Baja, reelegida ininterrumpidamente.
Arca estudió Administración Pública en la Universidad Erasmo de Róterdam. El 1 de enero de 2010 fue elegida concejala del municipio de Zuidplas, cargo que abandonó al ingresar al parlamento. El 1 de noviembre de 2012 van Ark fue elegida vicepresidenta del grupo parlamentario de su partido.